# Emile Thysebaert
Emile Thysebaert, né à Gand le 4 juin 1873 et mort à Anderlecht le 2 février 1963, est un peintre figuratif et un aquafortiste belge.
Son champ pictural couvre les paysages, la peinture animalière, les portraits. Il est également occasionnellement sculpteur.
Son style réaliste et sa manière libre témoignent d'un fort engagement social. Au fil du temps, sa palette s'adoucit et s'éclaircit.

## Biographie

### Famille et formation
Né à Gand le 4 juin 1873, Emile Thysebaert est le fils de Henri Thysebaert (1833-1918), coiffeur, et de Hortense Verschaffel. Son grand-père paternel, Ferdinand Thysebaert (1812-1893) est un armateur possédant un chantier naval dans le port de Gand. Emile Thysebaert y côtoie très tôt le monde ouvrier. Ces contacts lui laissent une impression pérenne qui influence ses œuvres ultérieures.
Tout en travaillant dans le salon de coiffure de son père, Emile Thysebaert est l'apprenti du peintre Jules Gondry et étudie à l'Académie royale des beaux-arts de Gand, sous l'égide de Théodore Canneel. En 1890, il interrompt ses études pour un séjour à Paris, où il rencontre Auguste Rodin, André Derain et Henri de Toulouse-Lautrec. De retour en Belgique, il étudie pendant une courte période à l'Institut Supérieur des Beaux-Arts d'Anvers, que dirige Julien De Vriendt, tout en effectuant son service militaire, où il est incorporé à la compagnie universitaire d'Anvers. Cependant les conceptions de l'art d'Emile Thysebaert et celles de Julien De Vriendt divergent au point que l'élève doit quitter l'institut anversois.
Après son départ de l'armée, il retourne poursuivre ses études à l'Académie de Gand sous les professsorats de Jean Delvin et de Louis Tytgadt. Il y rencontre Albert Baertsoen, George Minne et Théo Van Rysselberghe. Il fait également la connaissance à Laethem-Saint-Martin de Valerius De Saedeleer, Gustave van de Woestijne et de l'écrivain francophone Maurice Maeterlinck. Il réalise quelques tableaux dans cette région, mais ne s'y installe jamais. En 1898, il expose Portrait de mon père au Salon d'Anvers.
Presque désargenté, il part en Italie en 1899 pour parfaire ses études. Il séjourne à Bâle, où il peut vendre à un prix décent un exemplaire qu'il avait réalisé au musée. Cette vente lui permet de voyager plus loin à Florence, Pise, Bologne, Sienne et Venise. Il gagne sa vie en peignant des copies et également en tant que coiffeur. Une bourse accordée par l'État belge lui permet de terminer ses études à Rome.

### Carrière
En 1900, il s'installe à Bruxelles, à la rue d'Anderlecht. Il se fait rapidement remarquer dans les milieux artistiques grâce à ses scènes de genre dans lesquelles il dépeint la vie misérable des gens ordinaires de manière mordante, mais parfois humoristique. Il expose au Salon de Bruxelles de 1900. Les sujets prédominants de ses premières œuvres sont : les pénitents, les personnes alcooliques, les gens populaires, les ouvriers, les places, les marchés aux chevaux, les bals, les cortèges, les chevaux de trait et les pêcheurs. Il s'inspire beaucoup de la vie populaire des Marolles dans ses œuvres.
En 1907, il effectue un court voyage en Espagne, dont il ramène quelques sujets picturaux qu'il expose au Salon de Bruxelles.

#### Membre du Sillon et du Labeur
Emile Thysebaert devient, après 1897, membre du groupe d'artistes Le Sillon créé en 1893, mais il expose peu au cercle, seule une participation est documentée en 1908.
Il devient également, en 1901, membre du Labeur, créé en 1898, et participe aux salons du cercle, en 1901 (IV), en 1902 (V), en 1903 (VI), en 1904 (VII), en 1905 (VIII) en 1906 (IX) et en 1907 (X),,.

#### Après 1914
En 1914, Emile Thysebaert s'établit rue Philomène à Schaerbeek avec son épouse depuis 1902, Marie Van Pachterbeek qui meurt en 1917, en raison d'une opération chirurgicale, et dont il a eu un fils. Il se remarie en 1918 avec Catherine Coppens, avec laquelle il a cinq enfants. En 1921, le couple entreprend un voyage dans le Midi de la France et en Italie. Durant ce voyage il réalise de nombreux croquis et sa palette s'éclaircit.
Entre 1921 et 1923, il réalise une copie du panneau L'Agneau mystique, dix ans avant son vol dans la cathédrale Saint-Bavon de Gand. Durant ces trois années il n'expose plus aux salons.
Durant l'Entre-deux-guerres il passe beaucoup de temps sur la côte belge, notamment à Oostduinkerke, où son beau-frère, l'abbé Coppens, est aumônier pendant l'été, et peint les dunes, des vues sur la mer et des figures de pêcheurs. Mais les années de crise – le début des années 1930 – sont financièrement plus difficiles pour l'artiste, car les ventes se raréfient et la Seconde Guerre mondiale accentue le phénomène. En 1944, il part vivre à Anderlecht dans une maison au bord de la Senne dans une zone alors semi-rurale. Grâce à un ami, Dandoy, grossiste en pharmacie et propriétaire d'une maison de campagne dans les Ardennes, il peut se consacrer à la peinture sur la Lesse (notamment à Furfooz, et au château de Walzin).

### Mort
Emile Thysebaert, meurt, à l'âge de 89 ans, le 2 février 1963 à Anderlecht.

## Œuvre
Emile Thysebaert est un peintre et un graveur post-impressionniste dont les thèmes sont très divers, d'abord inspirés de la sphère des Marolles. Au cours des années suivantes, il peint également des vues de Malines, des dunes d'Oostduinkerke et de Coxyde, des hauteurs du parc Duden, de Neerpede, etc. Il utilise des coups de pinceau puissants et des couleurs éclatantes. Sa palette, plutôt sombre au début de sa carrière, évolue vers davantage de couleurs après son voyage en Italie. Il n'a pas été influencé par les mouvements artistiques dominants, mais a toujours travaillé dans son propre style réaliste, de pair avec un fort engagement social. 
Selon Sander Pierron, en 1911, Emile Thysebaert ne marche sur les brisées de personne et ne tâte pas le pouls à la mode. Son art est d'une âpreté parfois violente, d'une exécution débridée, aux empâtements souvent impurs, mais qui offre des colorations acides, presque corrosives. Ce peintre intrépide n'écoute que son instinct.
Pour Emmanuel Bénézit, Emile Thysebaert est un paysagiste, peintre animalier, portraitiste, aquafortiste et sculpteur. Sa production importante, excelle notamment dans la représentation du cheval de trait. Il est également connu pour avoir peint des peintures murales et réalisé quelques sculptures.

### Expositions

#### Avant 1914
- 1898 : Salon d'Anvers : Portrait de mon père[3].
- 1900 : Salon de Bruxelles de 1900 : Mère mourante et Portrait de mon père[5].
- 1901 : Salon d'Anvers[13].
- 1901 : Salon Labeur (IV) du 5 octobre au octobre 1901 : des scènes dramatiques de coloris violet[14].
- 1902 : Salon Labeur (V) du 4 octobre au 2 novembre 1902[15].
- 1903 : Salon de Bruxelles de 1903 : La Vie de l'ouvrier : Ses Plaisirs, Le samedi et Derniers sacrements[16].
- 1903 : Salon Labeur (VI) du 5 octobre au novembre 1903 : La Vie de l'ouvrier, composé d'une suite de cinq tableaux, dont L'Enterrement et Chanteuse ambulante du cabaret[17].
- 1904 : Salon Triennal d'Anvers
- 1904 : Salon Labeur (VII) du 1er octobre au 5 novembre 1904 : L'Ouvrier du Port, Le Villageois, Marché aux chiens de Bruxelles et Le Forçat[18].
- 1905 : Société nationale des beaux-arts à Paris[19].
- 1905 : Anvers, 51e exposition de Als ik Kan : Confiance[20].
- 1905 : Salon Labeur (VIII) du 7 octobre au novembre 1905[21].
- 1906 : Salon de Gand (XLIX) : L'Horticulteur[22].
- 1906 : Salon Labeur (IX) du 6 octobre au 28 octobre 1906, Le Cheval gris et des croquis du monde ouvrier[9].
- 1906 : Paris, Salon des beaux-arts au Grand Palais : Un bal dans les Marolles (remporte une médaille)[23].
- 1907 : Salon de Bruxelles de 1907 : Le Haleur et Bal populaire (peintures), Café-concert à Séville et Viatique en Flandre (pastels)[7].
- 1907 : Salon Labeur (X) du 5 octobre au octobre 1907[10].
- 1908 : Salon du Sillon (XV) : Bal masqué au Théâtre de la Monnaie, En Villégiature et Les Haleurs[8].
- 1909 : Salon de Gand (XL) : Porte de ville vers le soir[24].
- 1910 : Bruxelles, Salle Boute, première exposition individuelle : La Conversation politique, Les Dragueurs, Les Débardeurs au port, Canal industriel, Aux Docks, Marché aux chevaux, Paysage sous la neige[25].
- 1911 : Salon de la Société des Aquafortistes belges : L'Homme au chien et La Marchande de crostillons[26].
- 1911 : Bruxelles, Cercle Artistique et Littéraire : Pèlerinage de Saint-Guidon, Chômeur, Les Haleurs[12].
- 1912 : Bruxelles, Salle Dietrich.
- 1913 : Bruxelles, Cercle Artistique[27].
- 1914 : Salon de Bruxelles de 1914 : Hiver et L'Homme aux chiens[28]

#### Après 1914
- 1917 : Bruxelles, Galerie Royale
- 1918 : Bruxelles, Salle Aeolian, Salon antiboche[29].
- 1920 : Bruxelles, Salon de Printemps[30].
- 1920 : Bruxelles, Galerie Le Roy, Salon d'art religieux : L'Assomption et L'Annonciation[31].
- 1924 : Bruxelles, Galerie Le Roy[11].
- 1924 : Bruxelles, Musée du livre et de la gravure originale belge[32].
- 1924 : Bruxelles, Studio, Salon d'Automne[33].
- 1925 : Bruxelles, Galerie d'art du Bon Marché : Vieux loups de mer (gravure)[34].
- 1925 : Salon de Gand (XLIII)[35].
- 1926 : Anvers, Salon Triennal : Les Avocats[36].
- 1927 : Bruxelles, Galerie Le Roy[37].
- 1927 : Bruxelles, Eddy's Art Studio : Mère et l'enfant, Musique moderne[38].
- 1927 : Bruxelles, Galerie Artès
- 1927 : Bruxelles, Galerie Kodak : Au Bord de la mer, En vacances, Le Marché aux tomates à Venise, Le Lait maternel, Le Petit vagabond[39].
- 1928 : Bruxelles, Galerie Kodak[40].
- 1928 : Gand, Salle Phoenix
- 1929 : Bruxelles, Galerie Kodak, Salon de la gravure originale (VII)[41].
- 1930 : Bruxelles, Galerie Apollo[42].
- 1931 : Bruxelles, Galerie Artès
- 1933 : Bruxelles, Galerie Georges Giroux, Salon de la gravure originale (XI)[43].
- 1933 : Bruxelles, Galerie Atrium
- 1934 : Bruxelles, Cercle artistique, Salon de la gravure originale (XII)[44].
- 1934 : Bruxelles, Cercle artistique, Salon de la gravure originale (XIII)[45].
- 1937 : Malines, Salle Plantin, Exposition Emile Thysebaert[46].
- 1937 : Salon de Gand : Marché aux chevaux
- 1964 : Rétrospective à la Maison des Arts de Schaerbeek, présentant une soixantaine de toiles[47].
- 1995 : Rétrospective à la Galerie ABAC rue de la Madeleine à Bruxelles.

### Collections
Liste  :
- Bruxelles, Collection Royale : deux œuvres achetées par le roi Albert et la reine Élisabeth en 1917.
- Musée des Beaux-Arts de Pau : Homme avec chien.
- Schaerbeek, Collection communale
- Anderlecht, Collection communale.
- Molenbeek-Saint-Jean, Collection communale.
- Saint-Josse-ten-Noode, Musée Charlier.
- Ixelles, Musée d'Ixelles.
- État belge : Pêcheur d'Ostende, acheté en 1922 et Pêcheur de crevettes, acquis en 1930.

### Réception critique
En janvier 1906, lorsque Emile Thysebaert expose ses toiles à la salle Boute à Bruxelles, le critique d'art Sander Pierron écrit : 

« Plus frustre, plus farouche, mais non moins sincère, est le talent d'Emile Thysebaert ; il montre les peuples des grandes villes chez eux, dans leurs travaux misérables, ou dans la fièvre de leurs plaisirs préférés. On a admiré ailleurs déjà le réalisme et senti du bal marollien, une étude de mœurs bruxelloises, où le mouvement d'allie bizarrement avec une couleur assez crue, mais si adaptée à l'esprit, à l'atmosphère ambiguë du sujet. Emile Thysebaert est un scrutateur, il va au fond des choses, les expose dans leur nudité pas toujours séduisante. Et de cette manière, son art est un art de critique, un art moraliste. Dans sa petite toile, L'Avocat, il y a dans l'antithèse des deux hommes une morbidesse à la Daumier. Il faut féliciter le jeune peintre de son courage, car la voie qu'il s'est tracée est de celles qu'on suit avec difficulté, car elle n'est point riante, bien qu'elle mène à un but des plus nobles, des plus élevés. Et en tout il ne faut considérer que l'idéal à atteindre. »

## Distinctions
- Chevalier de l'ordre de Léopold (29 novembre 1920)[2].
- Officier de l'ordre de Léopold (octobre 1961)[2].